# Fear and Loathing in Las Vegas (filme)
Fear and Loathing in Las Vegas (br: Medo e Delírio; pt: Delírio em Las Vegas) é um filme norte-americano de 1998 dirigido por Terry Gilliam.
O roteiro é baseado no livro de Hunter S. Thompson. No elenco, Johnny Depp e Benicio del Toro, entre outros.